# Gaertneriomyces spectabile
Gaertneriomyces spectabile är en svampart som beskrevs av S.F. Chen & C.Y. Chien 2000. Gaertneriomyces spectabile ingår i släktet Gaertneriomyces och familjen Spizellomycetaceae.   Inga underarter finns listade i Catalogue of Life.